# Koningin Astridpark (Charleroi)
Het Koningin Astridpark (Frans: parc reine Astrid) is een park in het centrum van de Belgische stad Charleroi.

## Geschiedenis
De sloop van de vestingwerken aan het eind van de jaren zestig van de negentiende eeuw gaf Charleroi veel ruimte. De gemeentelijke overheid besloot in 1867 tot de aanleg van meerdere parken, maar alleen het Koningin Astridpark is effectief gerealiseerd. Het park werd ingehuldigd in 1882. Bij deze gelegenheid werd de elektrische straatverlichting, die in Charleroi geïnstalleerd was door Julien Dulait, voor het eerst aangedaan. Het park is ontworpen door de stadsarchitect Auguste Cador en de landschapsarchitect J. Duquesne. Beide architecten waren geïnspireerd door Engelse parken.
Oorspronkelijk had het park de naam parc communal. Het kreeg zijn huidige naam in oktober 1935 ter nagedachtenis aan koningin Astrid die enkele maanden eerder bij een auto-ongeluk om het leven was gekomen.

## Beschrijving

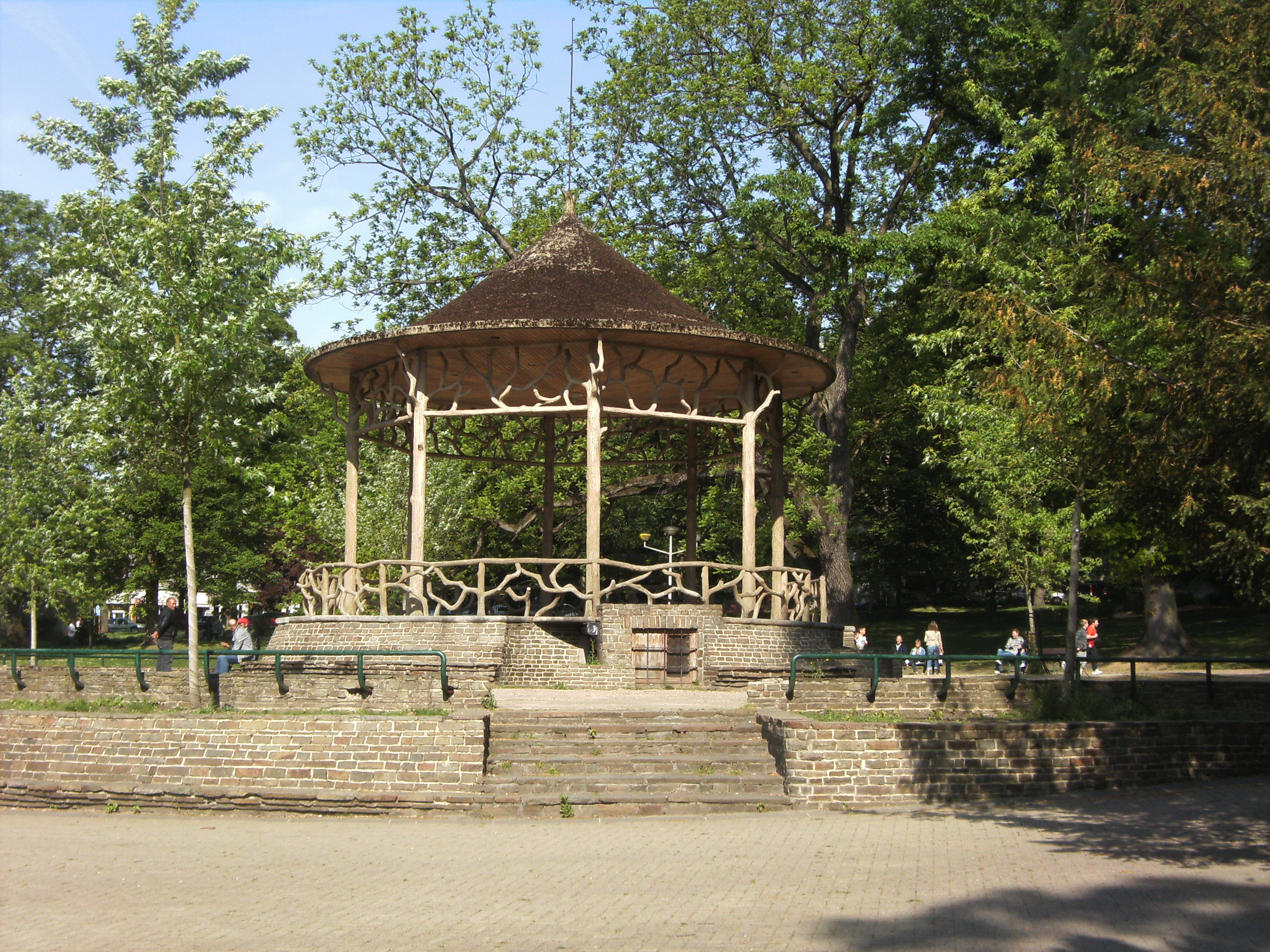
Muziekkoepel in het park

In het midden van het park is een muziekkiosk. Deze werd gebouwd in 1882; brandde af tijdens de Eerste Wereldoorlog en werd herbouwd in 1920. Nabij de kiosk is een gedenksteen voor de Rwandese Genocide.
Het park heeft bijzondere en exotische bomen, waaronder Japanse notenbomen. In 1930 is een rode beuk geplant ter gelegenheid van de honderdste verjaardag van België.
Er bevinden zich meerdere beeldhouwwerken en monumenten in het park. Aan de zijde van boulevard Alfred de Fontaine staat het monument ter nagedachtenis aan de soldaten van het 1e en 4e regiment jagers (infanterie) tijdens de Eerste Wereldoorlog; ontworpen door Edouard Vereycken. Hier vlakbij bevindt zich een klein monument ter ere van de oorlogsduif uit 1951, door Alphonse Darville. Van de hand van Darville is ook een buste uit 1930 van Pierre Paulus. Tijdens de Tweede Wereldoorlog werd een borstbeeld geplaatst van de schilder François-Joseph Navez. Verder zijn er bustes van de architect Victor Bourgeois (door Frans Lambrechts), en van koningin Astrid (door Victor Demanet). In 1994 werd een ruiterstandbeeld van Lucky Luke opgericht.

## Bereikbaarheid
Het Koningin Astridpark is bereikbaar via het aan het park gelegen metrostation Parc.